# A Little Less Sixteen Candles, a Little More "Touch Me"
«A Little Less Sixteen Candles, a Little More "Touch Me» es el tercer y último sencillo de la banda de rock Fall Out Boy, perteneciente al álbum From Under the Cork Tree. Fue lanzado en 2006, y a pesar de que la canción no alcanzó el mismo nivel de popularidad de sencillos anteriores como Dance, Dance y Sugar, We're Going Down, entró en el puesto número 65 de la Billboard Hot 100.
La canción fue originalmente titulada como "A Little Less Molly Ringwald, a Little More Samantha Fox." Molly Ringwald es una actriz que protagonizó la película Sixteen Candles, cuyo nombre hace referencia al título. "Touch Me" es también una referencia al sencillo homónimo de la cantante Samantha Fox. El vídeo musical fue nominado a mejor vídeo en el Film at the First Annual Fuse Fangoria Chainsaw Awards de 2006.

## Video musical
La versión extendida del video, dirigido por Alan Ferguson, muestra a la banda como un equipo de cazavampiros tratando de vencer a una pandilla de vampiros conocida como "Los Dandies" que atacan su ciudad. Uno de los miembros de este grupo, es un vampiro (Pete Wentz) que intenta vengarse luego de que fue mordido y convertido por el líder de la pandilla (interpretado por William Beckett de The Academy Is...). En un intento de solucionar su estado, bebe una mezcla de sangre, ajo, y gotas de agua bendita que resulta no tener efecto. En el clímax del video, surge una feroz lucha entre ambos bandos y termina con Wentz siendo sometido y arrastrado dentro de una patrulla policial, a la vez que entra en razón de que los policías también son vampiros y que están del lado enemigo. Los otros miembros de su grupo fueron mordidos y también sometidos por los policías. 
Muchas de las escenas son parodias de películas clásicas de horror como The Lost Boys y Blade. En el vídeo también se ven cameos de miembros de otras bandas, tales como William Beckett y Mike Carden de The Academy Is..., Brendon Urie y Spencer Smith de Panic! at the Disco y Travie McCoy de Gym Class Heroes. 

## Posicionamiento
| Listas (2006)                  | Posición |
| ------------------------------ | -------- |
| UK Singles Chart               | 38       |
| US Billboard Hot 100           | 65       |
| US Billboard Pop Songs         | 33       |
| US Billboard Alternative Songs | 38       |